# Li Yingying
Li Yingying (chinois simplifié : 李盈莹) est une joueuse de volley-ball chinoise née le 19 février 2000 à Qiqihar (Heilongjiang). Elle mesure 1,92 m et joue au poste d'attaquante. Elle totalise 12 sélections en équipe de Chine.

## Clubs
| Club               | De    | À |
| ------------------ | ----- | - |
| Tianjin Volleyball | 2016- | … |

## Palmarès

### Équipe nationale
- Jeux asiatiques
  - Vainqueur : 2018.
- Coupe du monde
  - Vainqueur : 2019.

### Clubs
- Championnat AVC des clubs
  - Vainqueur : 2019.
- Championnat de Chine
  - Vainqueur : 2018, 2020.
  - Finaliste : 2019.

### Distinctions individuelles
- Championnat d'Asie et d'Océanie de volley-ball féminin des moins de 18 ans 2014: Meilleure réceptionneuse-attaquante.
- Championnat du monde de volley-ball féminin des moins de 18 ans 2015: Meilleure réceptionneuse-attaquante[1].
- Championnat féminin AVC des clubs 2019: Meilleure réceptionneuse-attaquante et MVP[2].